# La Milesse
La Milesse és un municipi francès situat al departament del Sarthe i a la regió de País del Loira. L'any 2007 tenia 2.476 habitants.

## Demografia

### Població
El 2007 la població de fet de La Milesse era de 2.476 persones. Hi havia 906 famílies de les quals 149 eren unipersonals (54 homes vivint sols i 95 dones vivint soles), 342 parelles sense fills, 387 parelles amb fills i 28 famílies monoparentals amb fills.
La població ha evolucionat segons el següent gràfic:
Habitants censats

### Habitatges
El 2007 hi havia 939 habitatges, 910 eren l'habitatge principal de la família, 13 eren segones residències i 17 estaven desocupats. 882 eren cases i 48 eren apartaments. Dels 910 habitatges principals, 751 estaven ocupats pels seus propietaris, 155 estaven llogats i ocupats pels llogaters i 4 estaven cedits a títol gratuït; 8 tenien una cambra, 40 en tenien dues, 80 en tenien tres, 241 en tenien quatre i 541 en tenien cinc o més. 778 habitatges disposaven pel capbaix d'una plaça de pàrquing. A 316 habitatges hi havia un automòbil i a 537 n'hi havia dos o més.

### Piràmide de població
La piràmide de població per edats i sexe el 2009 era:
| Homes | Edats   | Dones |
| ----- | ------- | ----- |
| 0     | 95 o +  | 0     |
| 4     | 90 a 94 | 0     |
| 4     | 85 a 89 | 12    |
| 4     | 80 a 84 | 8     |
| 12    | 75 a 79 | 16    |
| 28    | 70 a 74 | 12    |
| 48    | 65 a 69 | 40    |
| 52    | 60 a 64 | 56    |
| 44    | 55 a 59 | 60    |
| 84    | 50 a 54 | 76    |
| 120   | 45 a 49 | 68    |
| 112   | 40 a 44 | 120   |
| 88    | 35 a 39 | 92    |
| 68    | 30 a 34 | 84    |
| 76    | 25 a 29 | 52    |
| 72    | 20 a 24 | 48    |
| 100   | 15 a 19 | 84    |
| 88    | 10 a 14 | 92    |
| 96    | 5 a 9   | 64    |
| 68    | 0 a 4   | 60    |

## Economia
El 2007 la població en edat de treballar era de 1.657 persones, 1.219 eren actives i 438 eren inactives. De les 1.219 persones actives 1.145 estaven ocupades (598 homes i 547 dones) i 75 estaven aturades (45 homes i 30 dones). De les 438 persones inactives 157 estaven jubilades, 170 estaven estudiant i 111 estaven classificades com a «altres inactius».

### Ingressos
El 2009 a La Milesse hi havia 881 unitats fiscals que integraven 2.399,5 persones, la mediana anual d'ingressos fiscals per persona era de 20.552 €.

### Activitats econòmiques
Dels 97 establiments que hi havia el 2007, 1 era d'una empresa extractiva, 1 d'una empresa alimentària, 1 d'una empresa de fabricació de material elèctric, 1 d'una empresa de fabricació d'elements pel transport, 9 d'empreses de fabricació d'altres productes industrials, 18 d'empreses de construcció, 15 d'empreses de comerç i reparació d'automòbils, 11 d'empreses de transport, 2 d'empreses d'hostatgeria i restauració, 1 d'una empresa d'informació i comunicació, 11 d'empreses financeres, 4 d'empreses immobiliàries, 6 d'empreses de serveis, 12 d'entitats de l'administració pública i 4 d'empreses classificades com a «altres activitats de serveis».
Dels 24 establiments de servei als particulars que hi havia el 2009, 1 era una oficina de correu, 3 tallers de reparació d'automòbils i de material agrícola, 1 autoescola, 1 paleta, 3 guixaires pintors, 5 fusteries, 2 lampisteries, 2 electricistes, 1 empresa de construcció, 2 perruqueries, 1 veterinari, 1 restaurant i 1 agència immobiliària.
Dels 5 establiments comercials que hi havia el 2009, 1 era una botiga de menys de 120 m², 1 una fleca, 1 una carnisseria, 1 un drogueria i 1 una floristeria.
L'any 2000 a La Milesse hi havia 20 explotacions agrícoles que ocupaven un total de 610 hectàrees.

## Equipaments sanitaris i escolars
L'únic equipament sanitari que hi havia el 2009 era una farmàcia.
El 2009 hi havia 1 escola maternal i 1 escola elemental.

## Poblacions més properes
El següent diagrama mostra les poblacions més properes.